# Brachythecium vallium
Brachythecium vallium là một loài Rêu trong họ Brachytheciaceae. Loài này được (Sull. & Lesq.) Macoun mô tả khoa học đầu tiên năm 1892.